# Pasites curiosus
Pasites curiosus là một loài Hymenoptera trong họ Apidae. Loài này được Warncke mô tả khoa học năm 1985.